# Aeschropteryx striata
Aeschropteryx striata là một loài bướm đêm trong họ Geometridae.